# Zenú
Los sinúes, zenúes o cenúes son un pueblo indígena de Colombia, cuyo territorio ancestral está constituido por los valles del río Sinú, el San Jorge y el litoral caribe en los alrededores del golfo de Morrosquillo, en los actuales departamentos colombianos de Córdoba y Sucre.

## Cultura

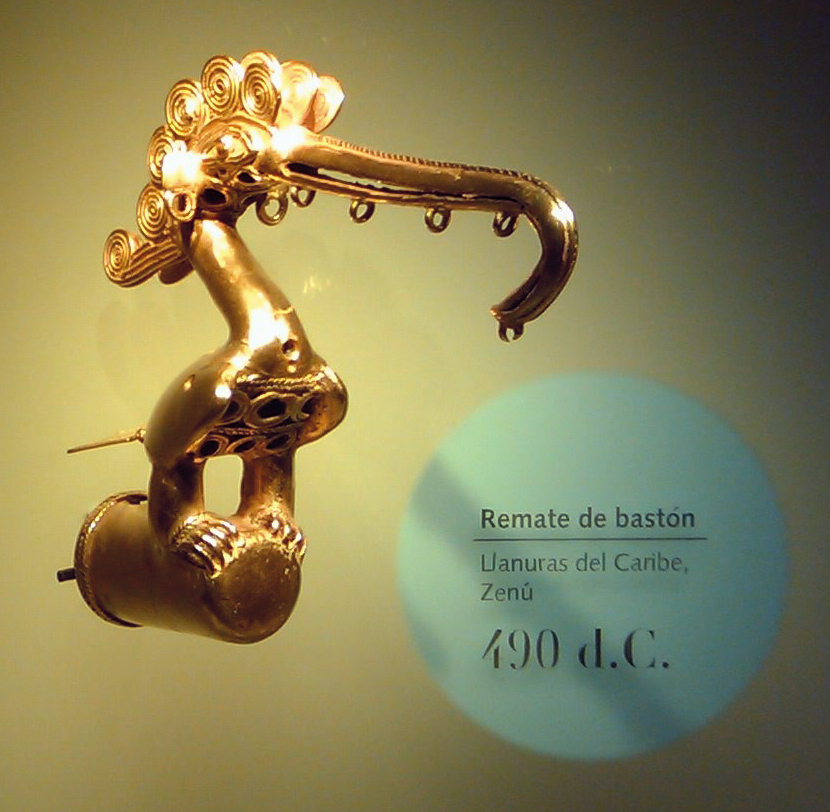
Remate de bastón zenú, expuesto en el Museo del Oro de Bogotá.

La cultura indígena zenú está ubicada entre las hoyas de los ríos Sinú, San Jorge y Nechí. La explotación de ricos yacimientos de oro y la fabricación de joyas, constituyeron el principal producto de esta región. Sus enormes templos y santuarios guardaban grandes ídolos de madera enchapados en lámina de oro y gran cantidad de objetos del mismo metal, que despertaron la avidez de los conquistadores y dieron origen a cruentos saqueos.
Además de ser grandes orfebres, fueron buenos ceramistas, así se aprecia en el buen desarrollo de la técnica alfarera. Entre las formas más abundantes de la cerámica de esta zona figuran las copas, cuya pata es una figura de mujer o de hombre que, parada en un pedestal, sostiene en la cabeza el tazón de la copa.
Las representaciones de saurios, aves, acuáticos y felinos, también fueron frecuentes en la decoración de recipientes, rodillos y pintaderas. Son comunes las copas de base campaniforme, cuencos y escudillas, ofrendatorios en forma de canastos, pitos esferoides u ornitomorfos. El poblamiento del litoral caribe colombiano se inició hace más de 4000 años. Hace 6000 años los habitantes de la región, moldearon la que hasta ahora es una de las más antiguas cerámicas conocidas en América y combinaban la explotación de la pesca y la caza con la agricultura intensiva de tubérculos
Por ser zona con abundancia de agua, desde aproximadamente 200 a. C. en adelante, los sinúes formaron una especie de sociedad hidráulica que construyó un sofisticado sistema de canales de drenaje, que les permitía controlar las inundaciones y adecuar extensas zonas para las viviendas y especialmente para los cultivos. El sistema, que fue expandiéndose progresivamente, llegó a cubrir hasta 500 000 hectáreas de suelo cenagoso sobre el año 1000.
La orfebrería y la alfarería registraron un notable desarrollo, siendo muy reconocidos sus adornos de oro fundido y batido. La filigrana la conseguían mediante cera perdida. Esta civilización perduró hasta el siglo X. En la alfarería representaban a la mujer como símbolo de fertilidad, respeto, crecimiento de la población y como una líder espiritual. 
En la época de la conquista española, los sinúes o zenúes, habitaban las sabanas no inundables y tenían relaciones comerciales con sus vecinos de la serranía de San Jacinto y de las riberas del río Magdalena. En el siglo XI se destacaba el gran centro religioso de Finzenú, en el valle del Sinú, que estaba bajo la dirección de una mujer que ejercía su dominio sobre varias poblaciones aledañas. El Panzenú era la denominación del valle de San Jorge; y Zenúfana el valle del Nechí y el bajo Cauca, zona de producción de oro.  

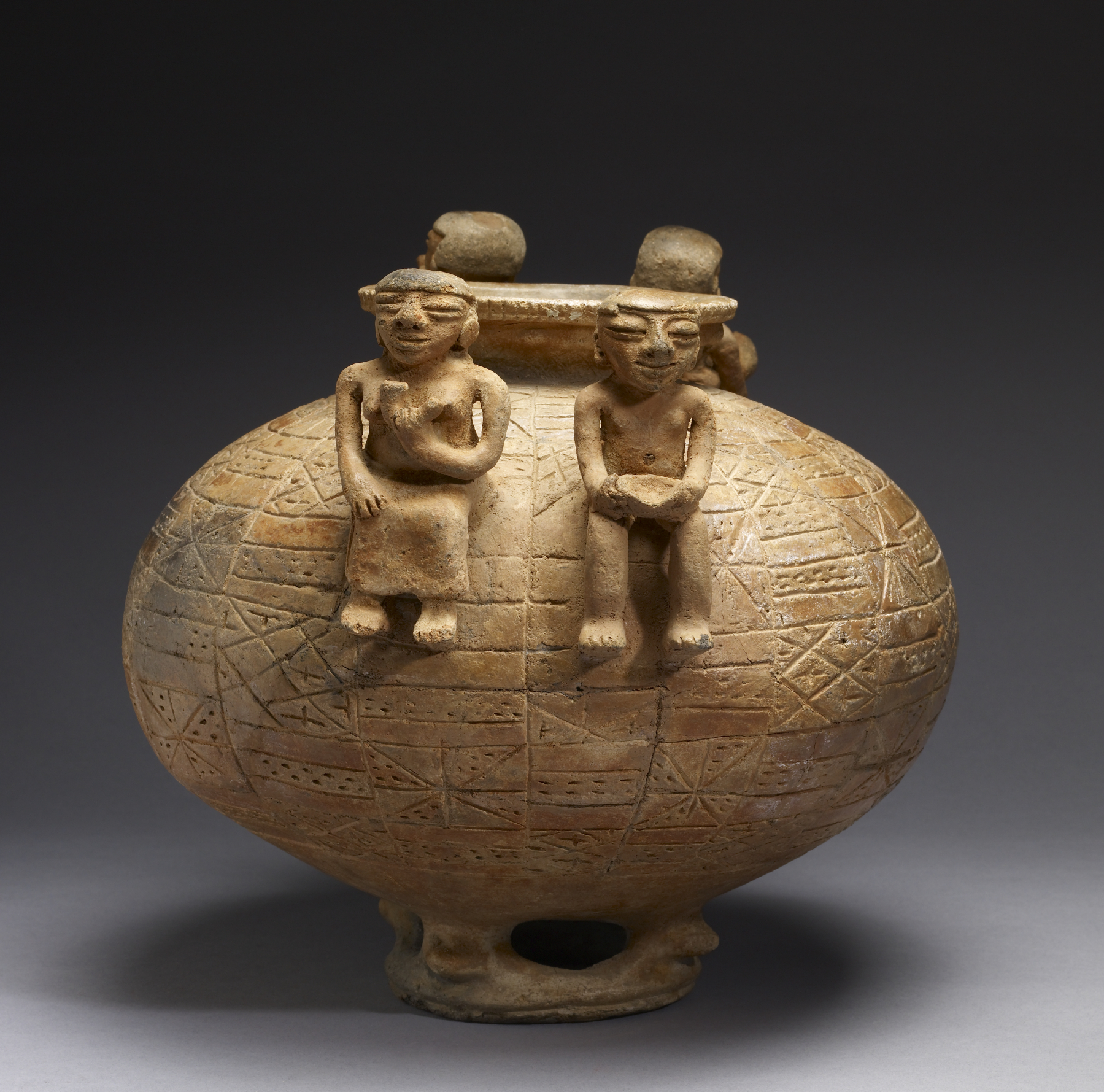
Olla de cerámica sinú con base anular y figuras sentadas.

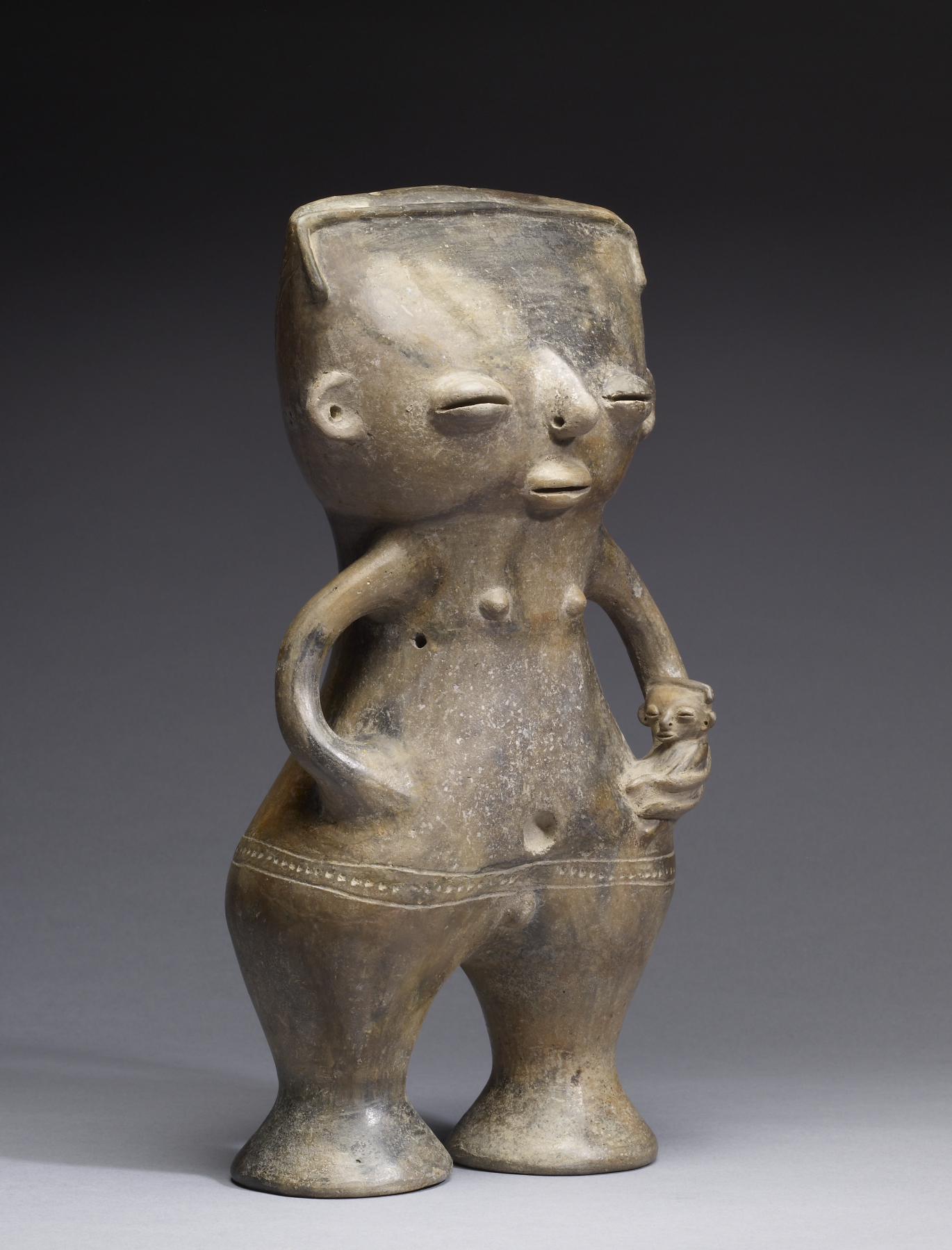
Cultura sinú: Madre e hijo en terracota. Museo Walters.

Con la Conquista y la Colonización española, se inició un proceso sistemático y violento de despojo de las tierras a las comunidades indígenas sinúes. En el siglo XV, al contacto con los hispanos y otras poblaciones no indígenas se produjeron cambios considerables en la cultura sinú, como la pérdida de capacidad organizativa tradicional que fueron desestructuradas al implementar instituciones como la de encomienda y culturalización. Surge así en este siglo, la encomienda, dando origen a la formación de haciendas, mercedes de tierras y adjudicaciones a labriegos españoles, mestizos, negros, zambos y mulatos.
Los sinúes hablaban la lengua guajiba o guamacó, que desapareció rápidamente durante la conquista. A finales del siglo XIX sólo se hablaba en los pueblos de Cereté y San o en el alto San, pero tras la prohibición de las lenguas indígenas en 1770 por el rey de España desapareció completamente sobreviviendo solo algunos topónimos y nombres de la flora y fauna así como algunos vocablos del dialecto coloquial costeño sabanero, como "pechiche", entre otras.
En las cercanías de los pueblos de San Jacinto y de San Juan Nepomuceno se encuentran los petroglifos de San Jacinto, importantes restos arqueológicos de la cultura sinú.

### Resguardo
Durante el siglo XVI, los españoles reconocieron tres Resguardos Indígenas en el Distrito de Tolú: en San Nicolás de Bari (Lorica), San Sebastián de Urabá y San Andrés de Sotavento (Mexión), con sus anexos Chinú y Pinchorroy (Chimá) y Sahagún.
En 1773, el rey de España reconoció el territorio de San Andrés de Sotavento como resguardo indígena, después de un largo proceso de delimitación. Este resguardo de 83 mil hectáreas subsistió hasta comienzos del siglo XX cuando fue disuelto mediante la ley 55 de 1905, dictada por la Asamblea Nacional Constituyente.
Los indígenas lucharon, especialmente desde 1969 por recuperar su resguardo. En 1990 el estado reconstituyó el Resguardo de San Andrés de Sotavento con 10 000 hectáreas y progresivamente lo amplió hasta alcanzar 23 000 hectáreas para una población censada de 50 001 habitantes. Durante el proceso de lucha por la tierra decenas de líderes de los zenúes fueron asesinados. 
Otras comunidades zenúes en Sucre y Córdoba han logrado reorganizarse y en la actualidad funcionan cabildos y organizaciones regionales de autoridades indígenas, que los rigen, representan y reivindican la recuperación de los resguardos. El fenómeno organizativo y de reidentificación cultural se reflejó en el censo de población de 2005. Actualmente en su liderazgo existe la presencia del cacique mayor municipal, líder comunitario encargado de solucionar no solo los problemas que se presentan entre los habitantes de la población, sino también para los arreglos matrimoniales, realizados por la Iglesia católica, hurtos que pueden ser pagados con dinero u otras sanciones.
Hoy en día se encuentran organizados en “cabildos” locales. Se destacan las regiones de Sucre y Córdoba donde las comunidades se encuentran organizadas alrededor del Cabildo Mayor del Resguardo de San Andrés de Sotavento y en cabildos menores. Es de resaltar la lucha por la tierra como una constante de sus demandas.
“la organización político-administrativa está conformada por un cabildo central de diez indígenas, encabezado por un cacique. Le siguen en jerarquía un capitán mayor, un secretario, un tesorero, un fiscal, un oficial mayor y cinco alguaciles cuyo periodo es de dos años. En las veredas la comunidad se encuentra el cabildos menores, elegidos por un año los cuales representan la autoridad de su cabildo central y sirven como primera instancia en solución de conflictos internos”... El cacique actual (año 2013) es el señor Eder Espitia.

## Economía

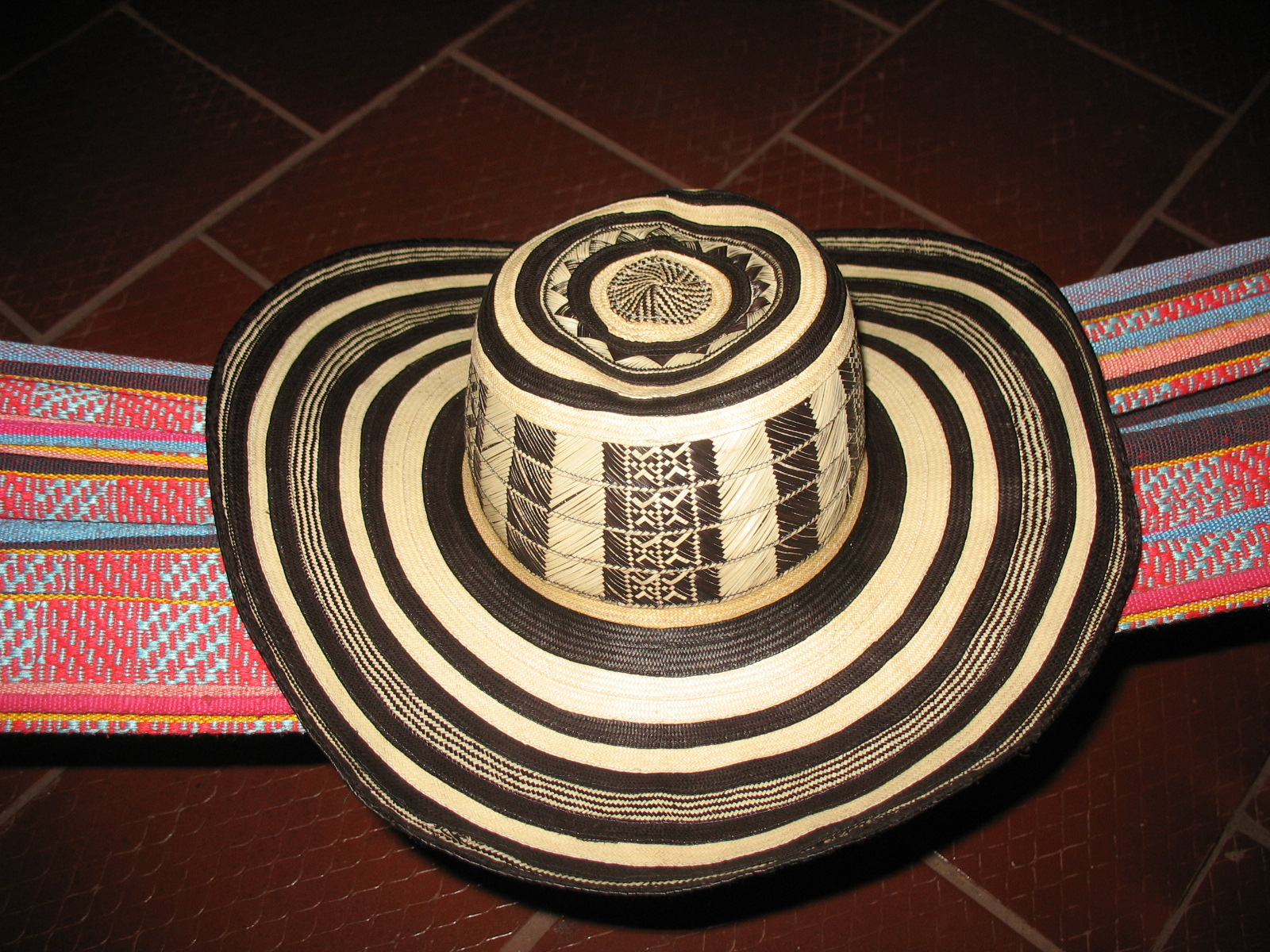
Sombrero vueltiao zenú.

Sus principales actividades era la agricultura y la artesanía. Cultivan maíz, ají, yuca, fríjoles, ahuyama, ñames, frutales como patilla, melón, mango, corozo, guayaba y guanábana y usan diversas palmas, gramíneas y bejucos para artesanías y construcción de viviendas. 
Una actividad adicional es la pesca. Durante la Semana Santa, además de pescado, comen como plato especial la "babilla" (Caiman crocodylus fuscus) y la tortuga "hicotea" (Trachemys scripta callirostris), que a veces crían en pequeña escala. Secundariamente cazan ñeques y aves como el cormorán o "pato cuervo" (Phalacrocorax olivaceus) y diferentes pavas.
Como artesanos se destacan en el trenzado en fibras vegetales para fabricar sombreros y otros objetos, que actualmente son exportados a varios países. El sombrero vueltiao se fabrica a partir de la fibra extraída de la "caña flecha" (Gynerium sagitatum). La fibra de "napa" (Manicaria saccifera) se usa para elaborar canastas, floreros, escobas, abanicos y esteras.